# 이리야역 (도쿄도)
이리야역(일본어: 入谷駅 이리야에키[*])은 도쿄도 다이토구에 있는 철도역이다.

## 역 구조
상대식 승강장 2면 2선의 지하역. 이리야 상가 쪽은 북쪽 출입구와 가깝다. 화장실은 2번 승강장 우에노 방향 개찰구 내에 1개 있고, 미노와 방향 개찰 외에 1개소로 총 2개 있으며, 미노와 방향 쪽에 다기능 화장실이 설치되어 있다.
2010년 12월 20일 2번 승강장의 미노와 방향 개찰구와 4번 출입구를 신설하였고, 에스컬레이터와 엘레베이터가 신설되었다.

### 승강장
| 1 | 히비야 선 | 아키하바라・긴자・나카메구로 방면                            |
| 2 | 히비야 선 | 미노와・기타센주・기타코시가야・가스카베・도부 동물공원 방면 |

## 역세권 정보
- 국도 제4호선
- 동일본 여객철도 야마노테 선・게이힌 도호쿠 선 우구이스다니역

## 역사
- 1961년 3월 28일: 영업 개시.
- 2010년 12월 20일: 2번 승강장 미노와 방향 쪽에 4번 출입구 신설.
- 2020년 6월 6일: 도라노몬 힐스 역이 영업을 개시함에 따라 히비야 선의 역 번호를 H 18에서 H 19으로 변경.

## 인접역
| 도쿄 메트로 2호선           | 도쿄 메트로 2호선 | 도쿄 메트로 2호선         |
| --------------------------- | ----------------- | ------------------------- |
| H 18 우에노 나카메구로 방면 | 히비야 선         | 미노와 H 20 기타센주 방면 |